# Asterina effusa
Asterina effusa är en svampart som beskrevs av Cooke & Massee 1887. Asterina effusa ingår i släktet Asterina och familjen Asterinaceae.   Inga underarter finns listade i Catalogue of Life.